# Gama
Gama (grčki srednji rod: Γάμμα; veliko slovo Γ, malo slovo γ) treće je slovo grčkog alfabeta i ima brojčanu vrijednost 3. U starogrčkom se izgovaralo /g/, a u novogrčkome se, ovisno o položaju, izgovara [ɣ] ili [ʝ].
Simbol se često upotrebljava u matematici i fizici, njime se primjerice označuju gama-zrake.
Slovo gama vuče podrijetlo od slova gimel iz feničkog pisma:
| Proto-semitsko C | Feničko gimel | Grčko gama |
| prasemitsko C    | feničko gimel | grčko gama |

Standardi Unicode i HTML ovako predstavljaju slovo gama:
|                | Unikod | Unikod                     | HTML     | HTML    | izgled ovisi o pregledniku | poveznice (engl.)                |
| k. točka       | naziv  | kod                        | entitet  |         | izgled ovisi o pregledniku | poveznice (engl.)                |
| -------------- | ------ | -------------------------- | -------- | ------- | -------------------------- | -------------------------------- |
| malo slovo γ   | U+03B3 | GREEK SMALL LETTER GAMMA   | &#x03B3; | &gamma; | γ                          | detaljni podaci test preglednika |
| veliko slovo Γ | U+0393 | GREEK CAPITAL LETTER GAMMA | &#x0393; | &Gamma; | Γ                          | detaljni podaci test preglednika |